# Landó (carruaje)

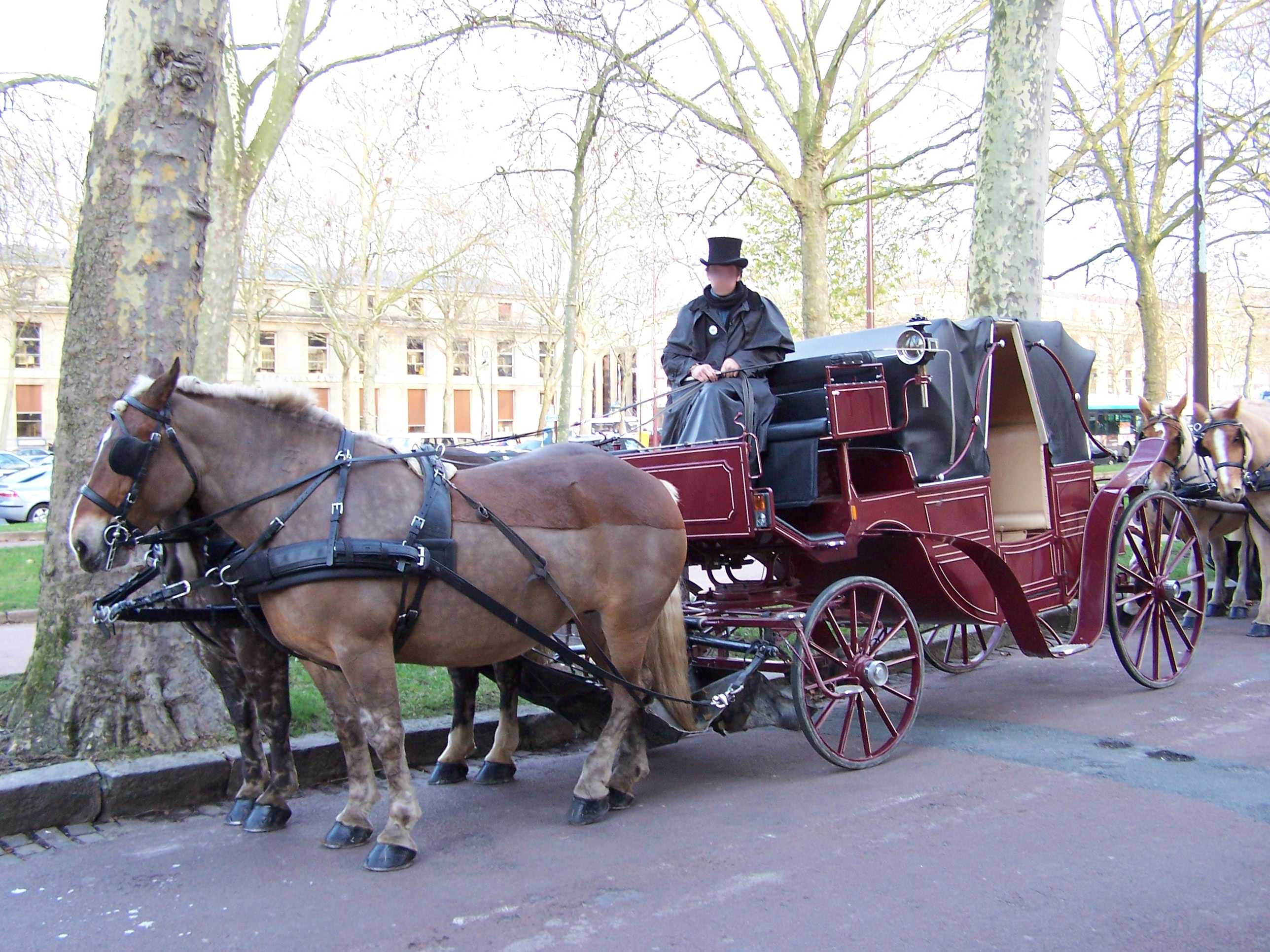
Landó en Versalles.

El landó es un tipo de carruaje cubierto de cuatro ruedas. Es, entre los coches de caballos, un vehículo sumamente cómodo y considerado de lujo, que va montado tan pronto sobre simple como sobre doble suspensión. 
Puede utilizarse abierto o cerrado, mediante operaciones sumamente fáciles de practicar. Los asientos se sitúan en paralelo. Las puertas laterales tienen cristales, que también se encuentran en el testero de la capota interior y, de pequeño tamaño, fijo e invisible, en el de la posterior.

## Clases de landós
Existen varias clases de landós que se diferencian en la forma de la caja, en su disposición así como por el cierre y sistema de montaje. Los principales son:
- Landó barco a ocho resortes, con caja en forma de barco montada en flecha como su propio nombre indica. Las capotas se cierran dejando un espacio cuadrado para la portezuela. La delantera incorpora cristal móvil alojado en su guarnición. Tiene pescante con armadura de hierro el cual se suprime cuando el atalaje es a la Drumont en cuyo caso lleva asiento para los sirvientes en la trasera.
- Landó barco de cinco luces que va montado en suspensión simple. La parte anterior va unida al juego delantero por muelles de ballesta doble o cerrada y la posterior unida al juego trasero por dos ballestas abiertas unidas por un muelle transversal. Las partes fijas de la media ballesta superior se fijan con los cabezales lo que le da una gran fijeza y suavidad en los movimientos. Tiene una sola capota posterior estando reemplazada la anterior por un juego de tres bastidores con cristales los cuales se pliegan por charnelas y se colocan bajo el pescante.
- Landó cuadrado a ocho resortes. Sólo se diferencia de los anteriores en la forma de la caja que sigue inferiormente la forma de los asientos interiores. Tiene montaje de doble suspensión a ocho resortes.
- Landó cuadrado de cinco luces. Tiene la caja como el anterior pero con montaje de simple suspensión, con ballestas abiertas o cerradas en el juego posterior.
- Landó de siete luces. Es de construcción y montaje como los anteriores reemplazando la parte posterior, como la anterior, por un sistema análogo al de éste en los de cinco luces que se pliega y se coloca en la parte posterior del carruaje.
- Landaulet. Es parecido al landó de cinco luces pero no tiene más que dos plazas grandes en la parte posterior de la caja y en la anterior, un banquillo móvil para otras dos pequeñas y armadura delantera de tres vidrios. También los hay de cinco y siete luces con dos tableros móviles como en los landós del mismo tipo.
- Landó break. Es un break de dos capotas de landó que se repliega y vuelven hacia los costados sobre las ruedas y la puerta guarnecida con cristal con corredera como el landó.

## Baile
El movimiento característico de los caballos que tiran del landó dio nombre a un baile típico peruano.